# Кравец, Михаил Григорьевич
Михаи́л Григо́рьевич Краве́ц (род. 12 ноября 1963, Ленинград) — советский и российский хоккеист, нападающий, тренер. Мастер спорта СССР. Главный тренер хоккейного клуба «Барыс».

## Биография
Воспитанник ленинградского хоккея. В 1982—1985 годах играл за «Ижорец», в 1985—1991 — за СКА. Бронзовый призёр чемпионата СССР в сезоне 1986/87; в этом сезоне Кравец забросил 16 шайб в чемпионате (третий результат в ленинградской команде, после Игоря Власова и Михаила Панина). В 1991 году был задрафтован новой командой НХЛ «Сан-Хосе Шаркс», в составе которой провёл две игры — 8 октября 1991 года против «Калгари Флэймз» (первая победа «Шаркс» в истории — в овертайме) и 10 октября 1992 против «Детройт Ред Уингз». В дальнейшем играл за команды низших североамериканских лиг «Канзас-Сити Блейдс» (1991—1994, IHL), «Детройт Вайперз» (1994/95, IHL), «Миннесота Мус» (1994/95, IHL), «Сиракьюз Кранч» (1994/95, АХЛ), «Уичито Тандер» (1995/96, CHL), «Милуоки Эдмиралс» (1995/96, IHL), «Луизиана Айсгейторс» (1996—1998, ECHL), «Батон-Руж Кингфиш» (1997/98, ECHL), «Нью-Орлинз Брасс» (1997/98, ECHL), «Миссисипи Си Вулвз» (1998—2000, ECHL), «Арканзас Риверблейдс» (1999/2000, ECHL). Вернувшись в Петербург, играл за «Спартак» (2000—2002) и СКА (2001 — 8 матчей в переходном турнире).
Выступал за главную и вторую сборные СССР. В составе главной сборной выступал в товарищеских матчах против сборных Канады, Финляндии, Швеции. Был включён в расширенный состав перед Кубком Канады 1987 года, но не попал в итоговую заявку на этот турнир. В составе второй сборной — победитель турнира на приз газеты «Ленинградская правда» (1986, 1988).
Работал тренером в «СКА-1946» (2009—2012) и СКА (2012—2014). В конце ноября 2012 исполнял обязанности главного тренера СКА. Под его руководством команда выиграла домашнюю игру у «Витязя» 4:3 и проиграла гостевые матчи «Донбассу» 2:3 и «Спартаку» 1:6. В 2014—2017 — тренер ХК «Сочи», с сезона 2017/18 — главный тренер команды ВХЛ «Куньлунь Ред Стар Хэйлунцзян».
4 мая 2019 года был назначен на должность главного тренера ХК «Витязь» из КХЛ. 1 мая 2021 года по окончании контракта покинул клуб. 21 сентября стал старшим тренером хабаровского «Амура». Вскоре, после увольнения Владимира Воробьёва, стал исполняющим обязанности главного тренера.
С 18 ноября 2022 года — главный тренер ХК «Авангард». 19 марта 2024 года клуб расторг контракт с тренером «по соглашению сторон». Это решение было принято по ходу четвертьфинала Кубка Гагарина после того, как «Авангард» проиграл два первых матча серии «Локомотиву» (1:2 ОТ, 0:7).
С 1 мая 2024 года  по 30 апреля 2025 года — главный тренер китайского клуба КХЛ «Куньлунь Ред Стар».